# Elecciones municipales de Quito de 1949
Las elecciones municipales de Quito de 1949 resultaron con la elección de José Ricardo Chiriboga Villagómez del Partido Liberal Radical Ecuatoriano por una amplisima votación, venciendo a Luis Ponce Enríquez del Partido Conservador Ecuatoriano y a Gonzalo Oleas del Partido Socialista Ecuatoriano.